# Kosmos 435
O Kosmos 435 (em russo: Космос 435) também denominado DS-P1-Yu Nº 45, foi um satélite artificial soviético lançado ao espaço com sucesso no dia 27 de agosto de 1971 através de um foguete Kosmos-2I a partir do Cosmódromo de Plesetsk.

## Características
O Kosmos 435 foi o quadragésimo quinto membro da série de satélites DS-P1-Yu e o quadragésimo lançado com sucesso após o fracasso dos lançamentos do segundo, do vigésimo terceiro, do trigésimo segundo, do quadragésimo e do quadragésimo quarto membros da série. Sua missão era auxiliar sistemas antissatélites e antimíssil soviéticos.
O Kosmos 435 foi injetado em uma órbita inicial de 505 km de apogeu e 282 km de perigeu, com uma inclinação orbital de 71 graus e um período de 92,0 minutos. Reentrou na atmosfera terrestre em 28 de janeiro de 1972.